# 2,4,6-トリクロロフェノール
2,4,6-トリクロロフェノール（英: 2,4,6-Trichlorophenol）は、有機塩素化合物の一種。2,4,6-TCPやオマール、ダウイシド2Sなどの別名がある。淡褐色の固体で、フェノール臭を放つ。

## 用途
殺菌剤や木材防腐剤、染料の中間体などとして使われている。
近年では、コルクの殺菌剤として用いられる同物質が微生物により2,4,6-トリクロロアニソールに変化し、栓をしたワインへ移行して「コルク臭」と言われる異臭の原因となることが指摘されている。

## 安全性
加熱分解により、塩素や塩化水素などの有害ガスを生じる。

### 健康への影響
2年間の経口投与による動物実験において、雄のラットに悪性リンパ腫と白血病の発生頻度が有意に増加し、マウスでは雌雄ともに肝細胞癌および腺腫が増加している。このことから、アメリカ合衆国環境保護庁はEPA発癌性評価をB2、国際がん研究機関はポリ塩化フェノール類およびそのナトリウム塩への混合暴露について発がん性リスクをGroup2Bと評価している。
製造グレードにより、ポリ塩化ジベンゾパラジオキシン(en、PCDDs)やポリ塩化ジベンゾフラン(PCDFs)が含まれることがある
。

### 環境への影響
グッピーの96時間半数致死濃度（LC50）が610μg/l、藻類の一種のSelenastrum capricornutumに対する96時間半数影響濃度（EC50）が3,500 μg/lなどの研究結果がある。急速分解性があることから、環境への慢性的な影響は低いと考えられる。